# Artéria femoral profunda
A artéria femoral profunda (AFP) é um grande ramo emergindo lateralmente da artéria femoral em aproximadamente 3,5 cm distal ao ligamento inguinal. Sua origem é algumas vezes medial, ou raramente posterior na artéria femoral; no primeiro caso, ela pode cruzar anteriormente à veia femoral e então passar em sentido contrário em volta de seu lado medial. Irriga a região anterior da coxa, composta pelo quadriceps femoral.